# 梅拉克
梅拉克（法語：Mellac，法語發音：[mɛlak]）是法国菲尼斯泰尔省的一个市镇，属于坎佩尔区。

## 地理
梅拉克（47°54'14"N, 3°34'41"W）面积26.38 平方千米，位于法国布列塔尼大區菲尼斯泰尔省，该省份为法国最西部的省份，位于布列塔尼半岛西部，北西南三面环大西洋，东临阿摩尔滨海省和莫尔比昂省。
与梅拉克接壤的市镇（或旧市镇、城区）包括：巴纳莱克、拜伊、凯里安、坎佩莱、贝隆河畔里耶克、圣蒂里安、特雷梅旺、勒特雷武。

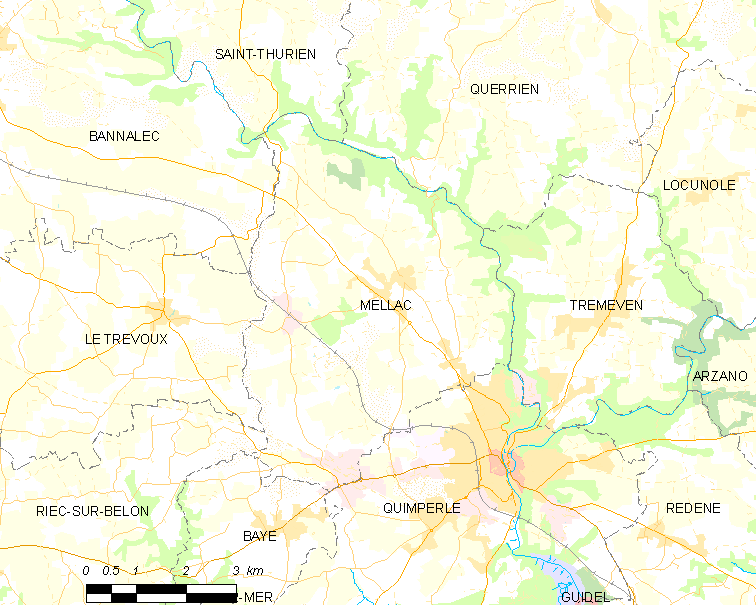
梅拉克的OSM定位图

梅拉克的时区为UTC+01:00、UTC+02:00（夏令时）。

## 行政
梅拉克的邮政编码为29300，INSEE市镇编码为29147。

## 政治
梅拉克所属的省级选区为坎佩莱县。

## 人口

1962-2008年间梅拉克人口变化图示

梅拉克于2022年1月1日时的人口数量为3371人。